# Super Sport
Super Sport, ou SS, est une option offerte par Chevrolet sur plusieurs de ses véhicules depuis 1961. Les modèles les plus connus arborant le badge SS sont la Camaro, la Chevelle, l’El Camino, l’Impala et la Nova. Lors de son introduction en 1961, l’option SS n’était qu’une option offrant une apparence plus sportive pour les véhicules. Cependant, en 1966, les Super Sport ont commencé à offrir des moteurs plus puissants, en plus de garder le côté esthétique. Tous les modèles SS sont équipés d’une badge arborant les lettres SS ou les mots Super Sports pour les plus vieux modèles. Jusqu’en 1994, les versions SS n’étaient disponibles que sur des véhicules à deux portes, mais depuis ce temps, l’option est disponible sur une grande gamme de véhicule, passant des berlines quatre portes (comme la Cobalt SS) aux pick-ups (Silverado SS) et aux véhicules utilitaires sports (TrailBlazer SS).
Tant de par le passé qu’actuellement, les options SS ont offert des pneus de haute performance, une suspension sport, souvent un moteur plus puissant, et d’autres options améliorant la performance et l’apparence du véhicule.

## Premiers modèles Super Sport
C’est en 1961 que Chevrolet offre pour la toute première fois l’option Super Sport sur un véhicule de production. Le véhicule en question est l’Impala, et l’option SS coûtait à l’époque 54$. Dès 1963, la Nova SS devient disponible et en 1964 s’ajoute la Chevelle Malibu. Pour ajouter au facteur sportif des SS, seuls les véhicules de type coupé et décapotables sont vendus avec l’option SS.
Dès 1967, avec l’arrivée de la Camaro, le nom Super Sport est graduellement abandonné pour utiliser seulement les lettres SS. Un an plus tard, c’est au tour de la El Camino de se joindre à la famille des SS.

## SS et crise du pétrole
En 1974 le nom S-3 est adopté sur plusieurs véhicules au lieu de SS pour deux raisons. La première étant que les véhicules SS sont synonymes de grande puissance, et donc de grande consommation d’essence. Or, la crise du pétrole fait en sorte que les gens recherchent des véhicules consommant moins d’essence, et les SS perdent un peu de leur attrait (quoique les véhicules S-3 étaient toujours aussi puissants). L’autre raison était que les coûts d’assurance étaient plus chers pour un véhicule SS, peu importe leur puissance, dû seulement à la réputation des SS. Il faudra attendre la El Camino SS en 1978 pour que la gamme SS soit de retour dans les concessionnaires Chevrolet.

## SS et NASCAR
Les années 1980 sont de grandes années pour Chevrolet sur les pistes de course NASCAR. Les véhicules coursant sur le circuit NASCAR doivent être équipés seulement d’éléments de production. Chevrolet voulant améliorer la marque sur le circuit a donc décidé, en 1983, de produire une version SS de la Monte Carlo qui était en fait la version qui était utilisée en Nascar. Ainsi, comme le véhicule était en vente dans les concessionnaires, et qu’il était déjà équipé pour courser, toutes les pièces étaient en production et la Monte Carlo SS est devenue une des figures légendaires du NASCAR des années 1980, propulsant Chevrolet au sommet du circuit (Chevrolet a remporté la coupe du manufacturier en 1983, 1984, 1985, 1986 et 1987). 200 Monte Carlo SS ont été produites afin de répondre aux exigences du circuit NASCAR en 1986.

## Années 1990
Les années 1990 voient la fin des modèles El Camino et Monte Carlo, qui étaient les deux seuls modèles à porter le nom SS. Chevrolet lance donc une version SS pour un pick-up, une première. Le C1500 peut être équipé d’une option sport appelée la 454 SS.
Il faut attendre jusqu’en 1994 pour que les véhicules SS soient de retour dans les concessionnaires Chevrolet. La Chevrolet Caprice est alors offerte en version haut de gamme, appelée l'Impala SS. Il s’agit en fait d’une version civile de la Caprice munie d'un moteur lt-1 produisant 260 ch vapeurs et 330 livres de coupe (unique aux modèles Caprices B4U et Impala ss). Disponible seulement en noir en 1994 et par la suite en noir, rouge cerise et vert-gris métallique jusqu’en 1996, année de sa disparition.
Les années 1990 voient aussi le retour de la Camaro SS en 1996. Équipée d’un moteur V8 de 303 chevaux-vapeur, ce modèle est la première Camaro à dépasser les 300 chevaux-vapeur. Pour fêter les 30 ans de la Camaro en 1997, la compagnie SLP modifie un modèle spécial Z28 SS et l'équipe avec le moteur LT4 V8 de la Corvette qui produit 330 chevaux-vapeur. Seulement 105 versions de ce véhicule anniversaire ont été produites.
À l’exception de la Camaro SS, les années 1990 ne sont pas très excitantes pour les amateurs des véhicules Super Sports.

## Années 2000
L’entrée dans le nouveau millénaire se fait très bien pour les SS avec la Camaro SS toujours en vente. Comme la Camaro a été abandonnée en 2002, les modèles SS sont rapidement devenus prisés des collectionneurs et amateurs de la Camaro et de Chevrolet.
En 2003, Chevrolet lance une version SS du pick-up Silverado. De plus, au Salon de l’auto de Detroit cette même année est lancé le nouveau concept SS qui équipera toute une gamme de véhicules. Le message est clair : les SS sont toujours en vie.

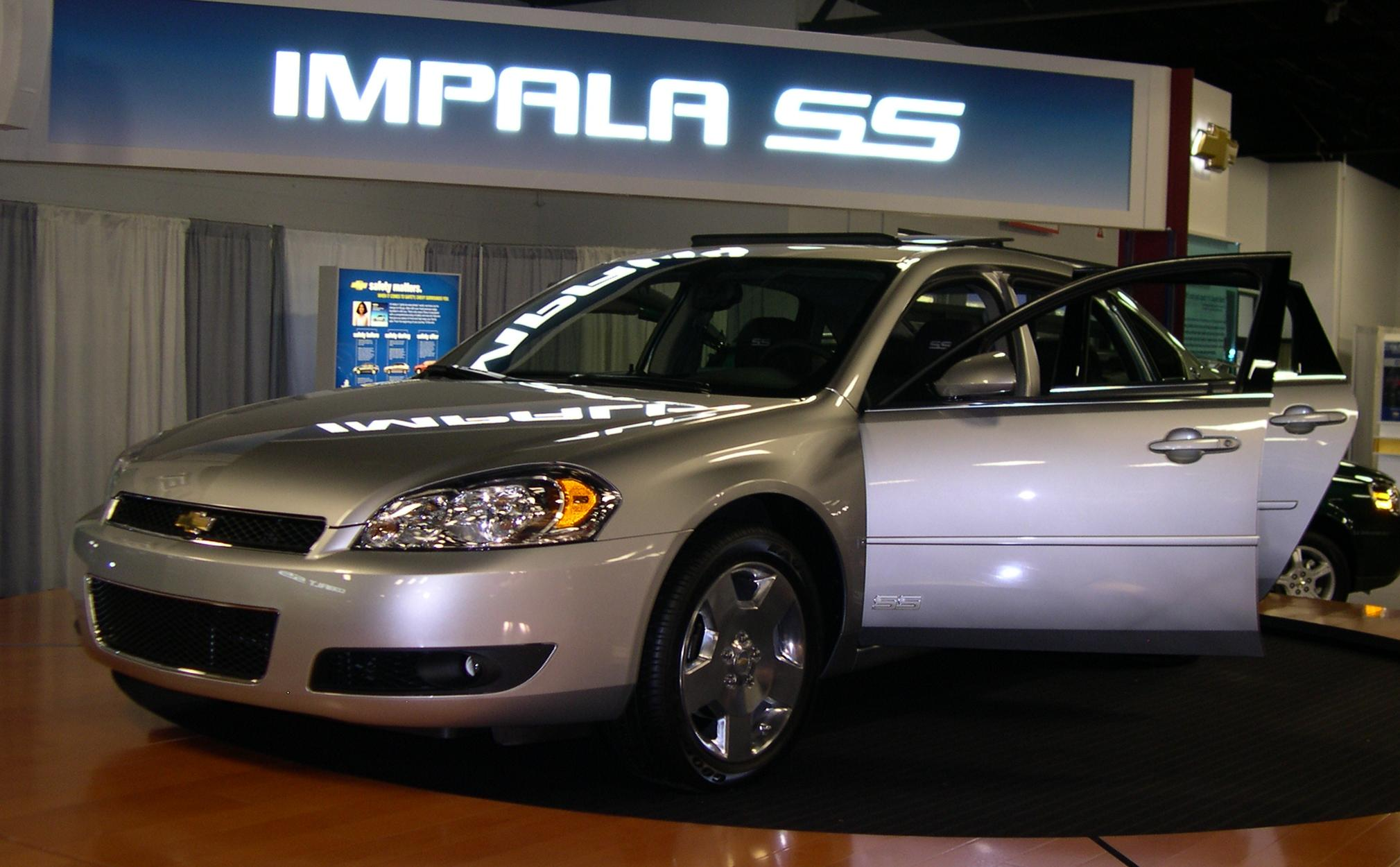
Une Impala SS 2006

C’est en 2005 que les modèles SS reviennent en grand nombre chez les concessionnaires, avec la Cobalt SS supercharged, la Malibu SS, la Malibu Maxx SS, l’Impala SS, la Monte Carlo SS, le Trail Blazer SS, et le Silverado SS.

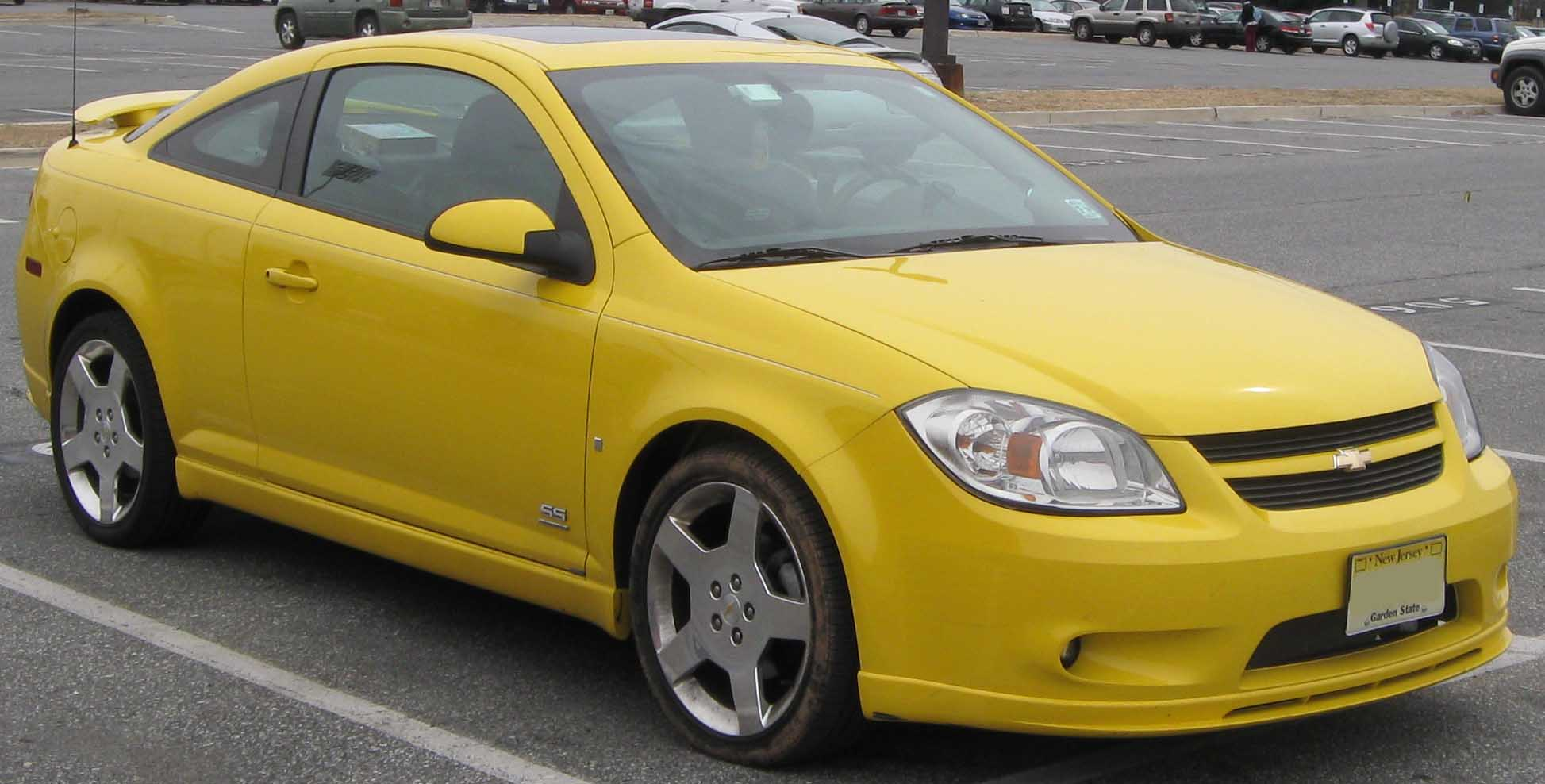
Cobalt SS Coupé
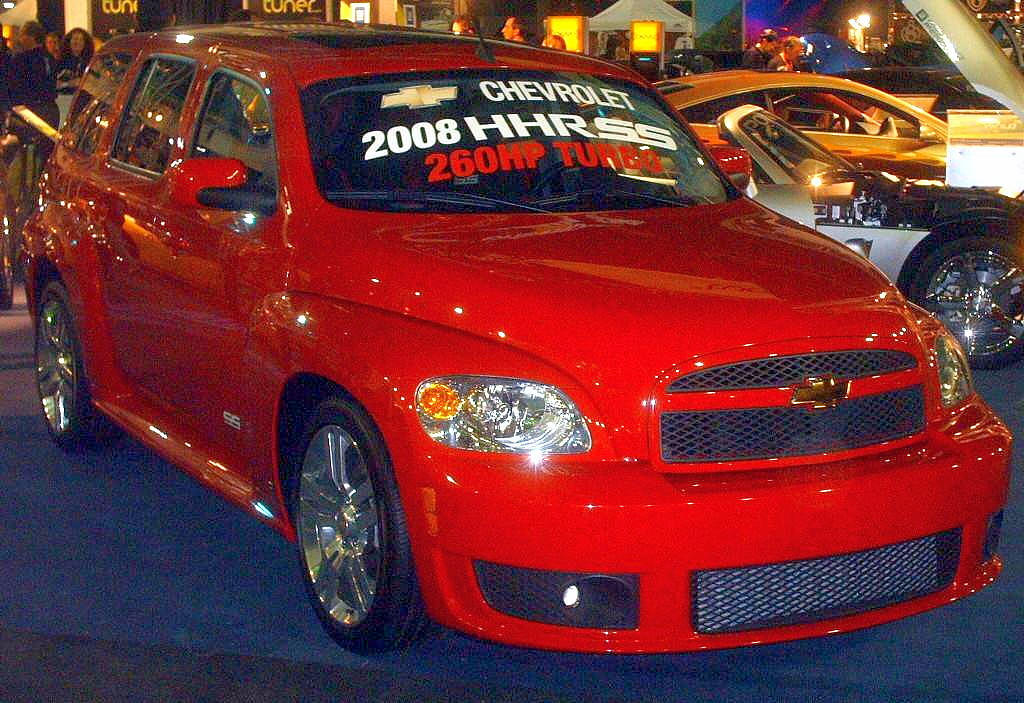
HHR SS
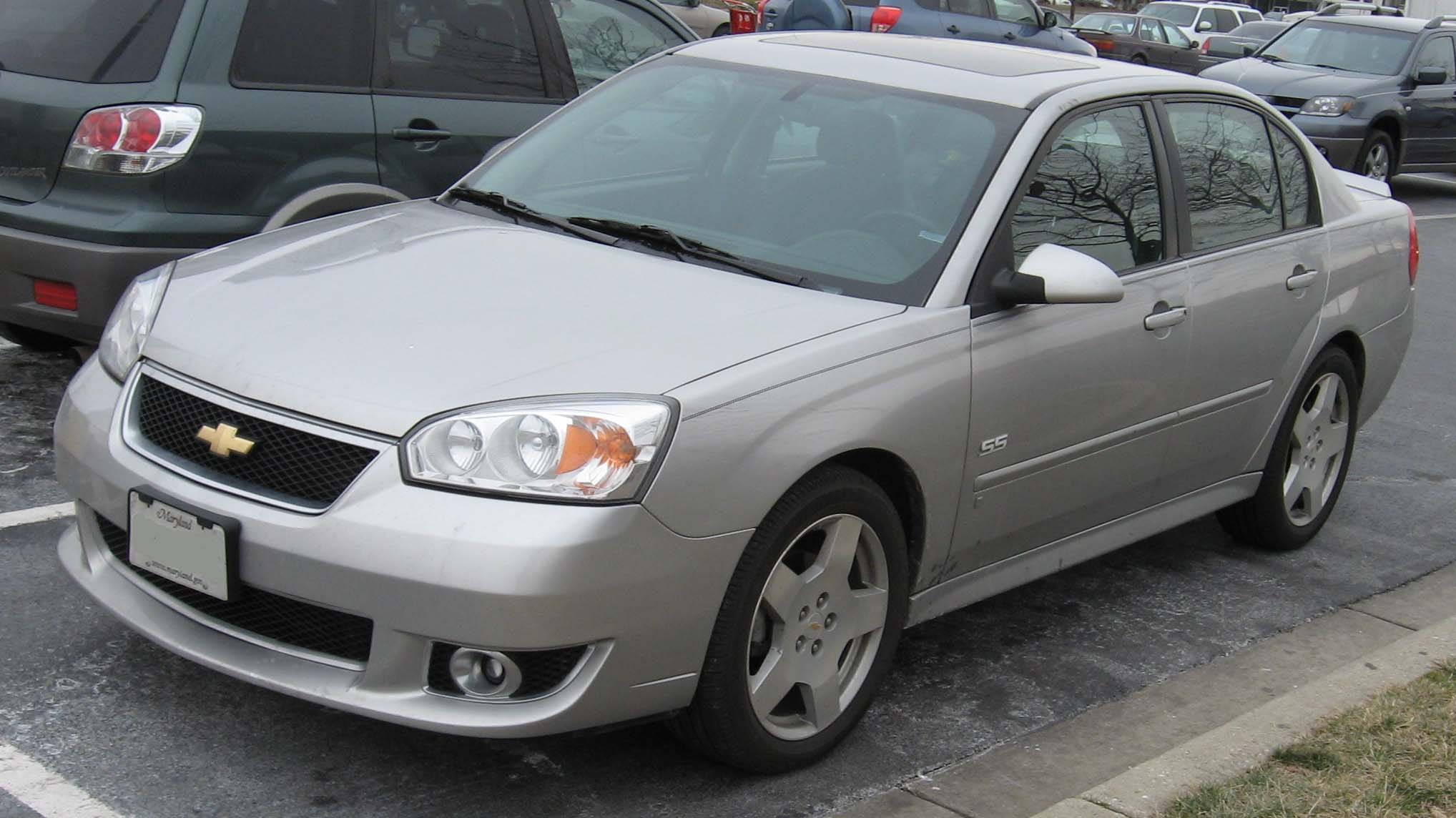
Malibu SS
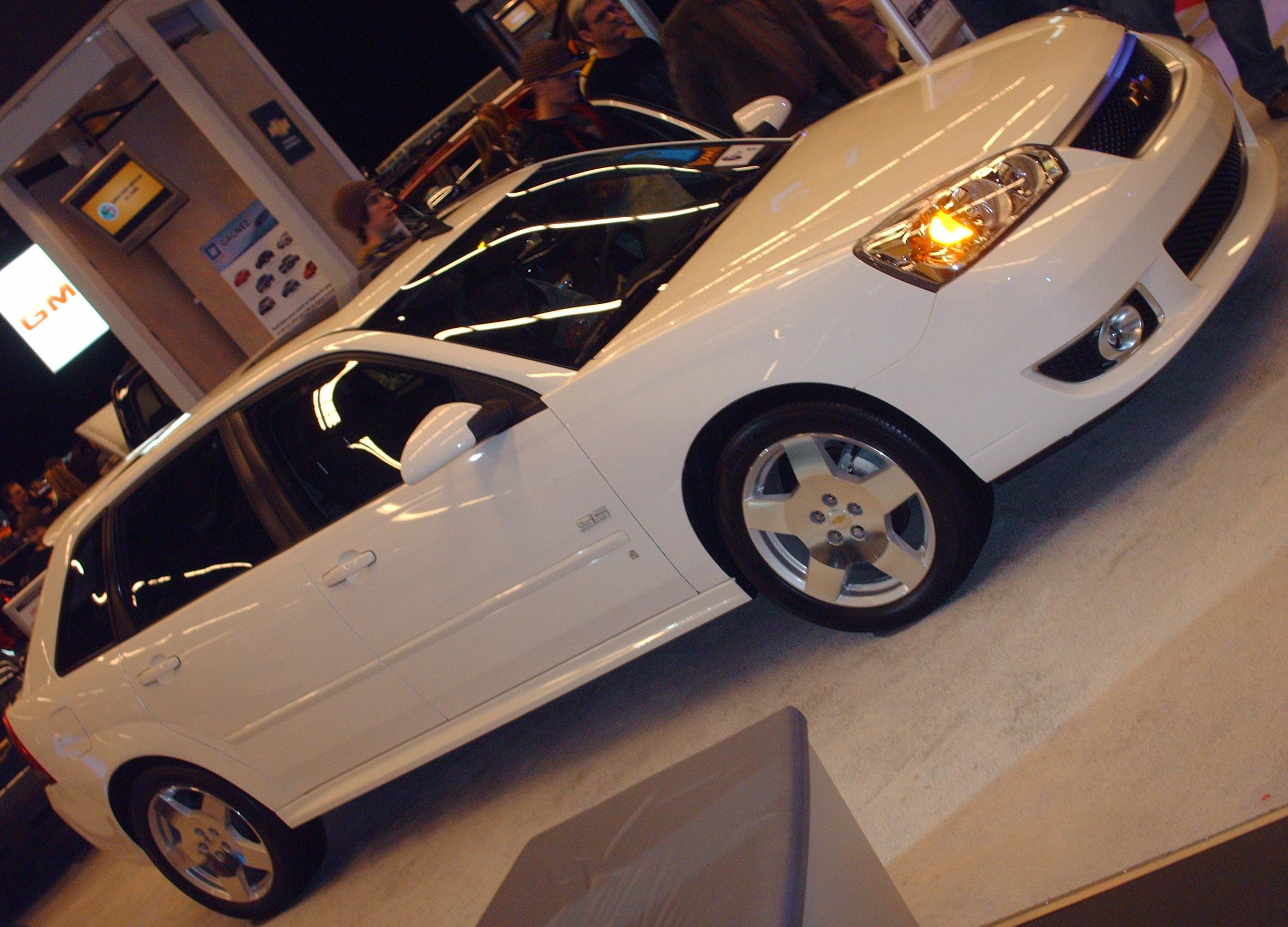
Malibu Maxx SS
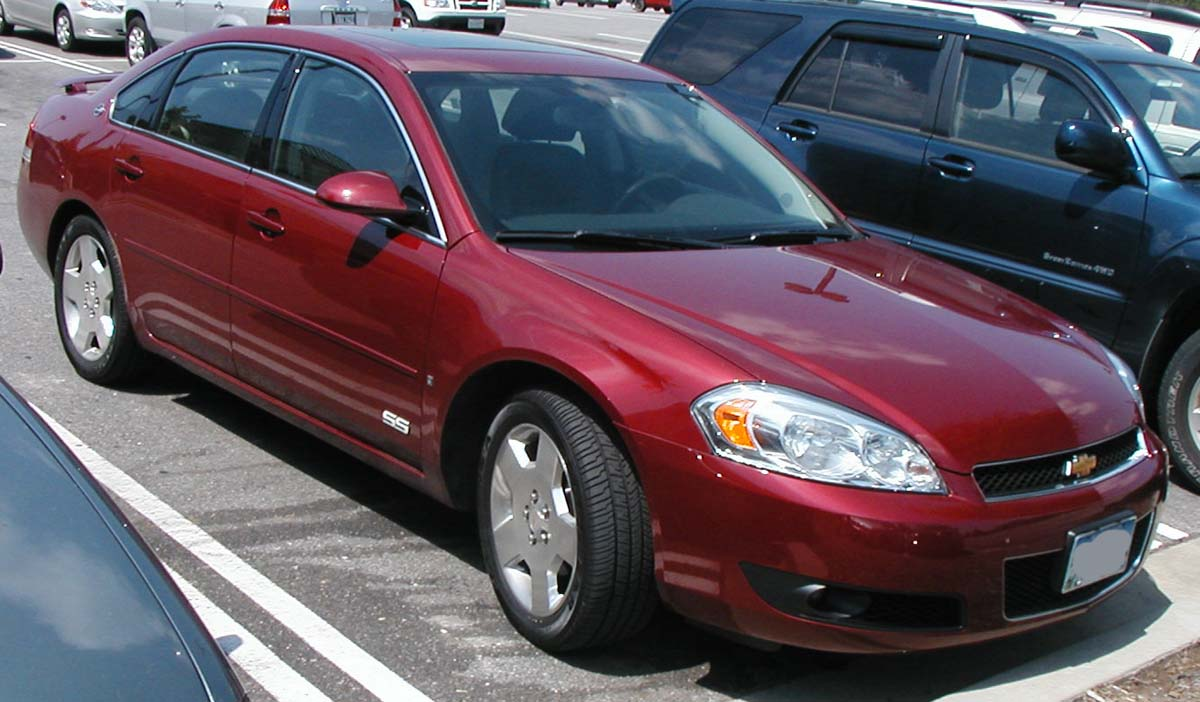
Impala SS
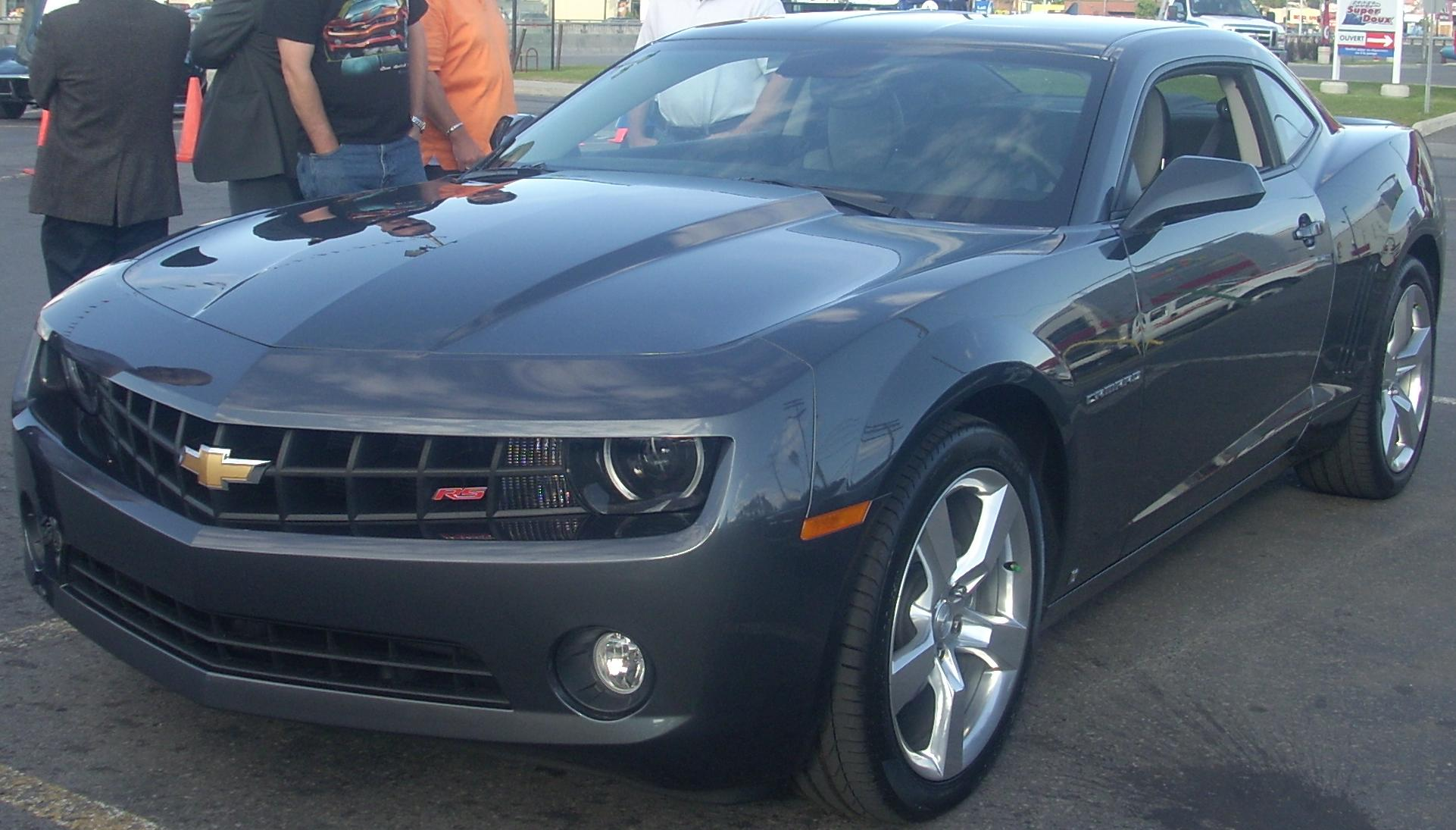
Camaro RS (SS aux États-Unis)
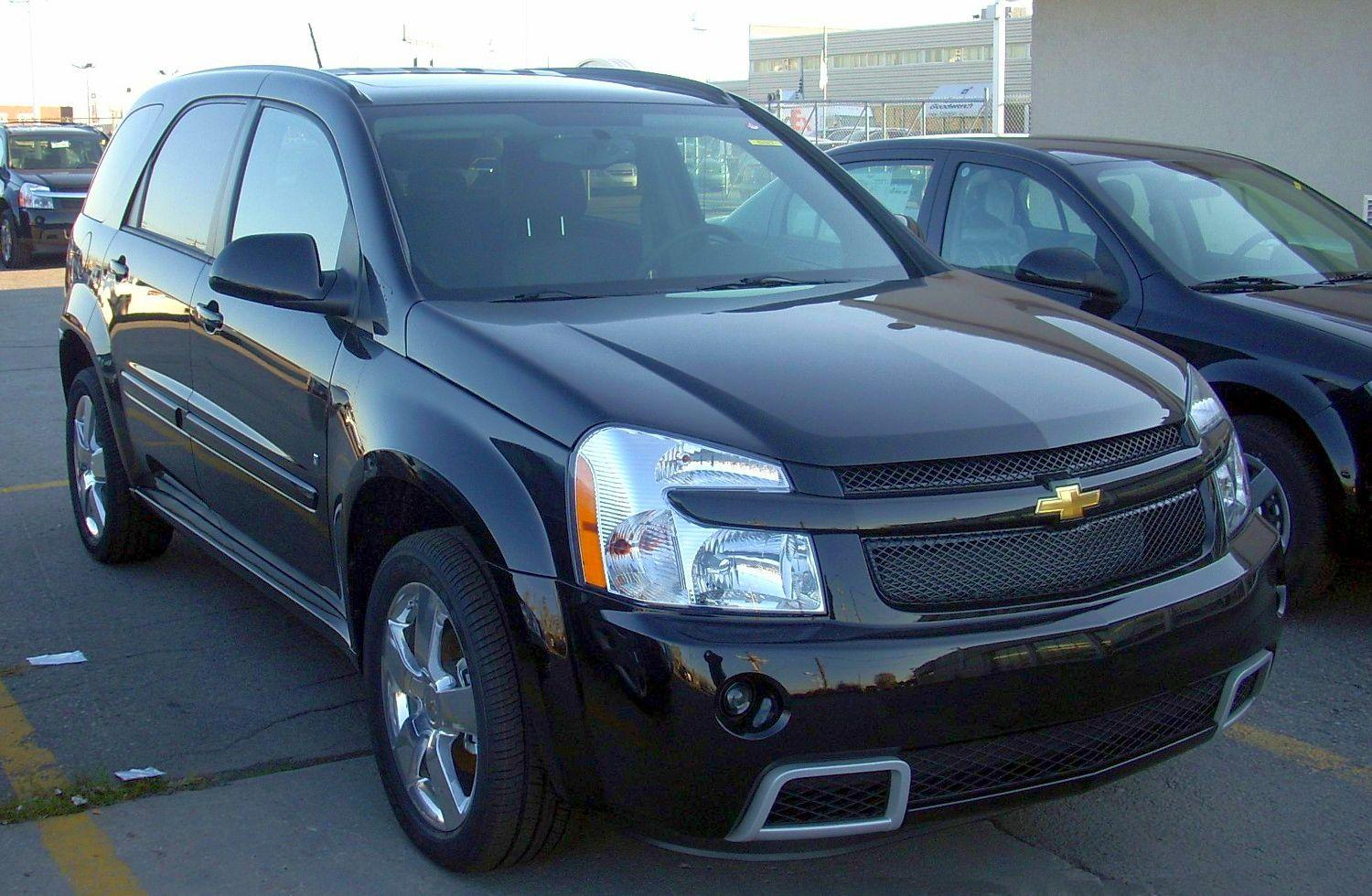
Equinox SS
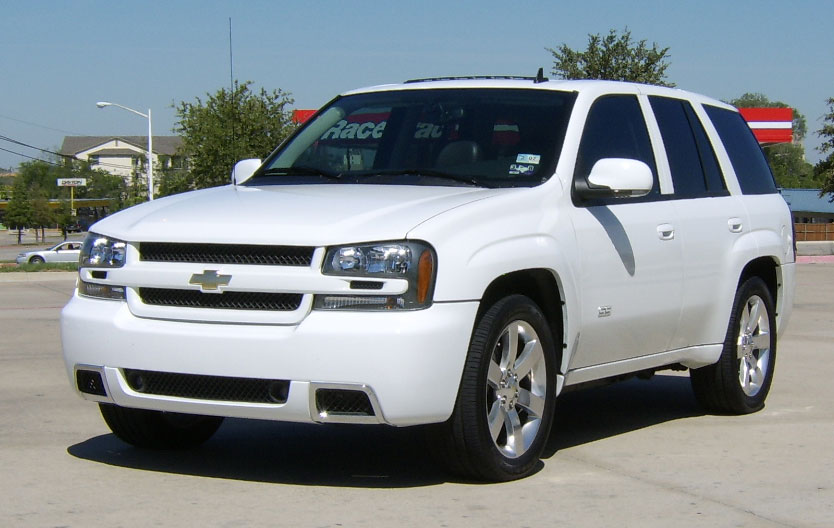
TrailBlazer SS
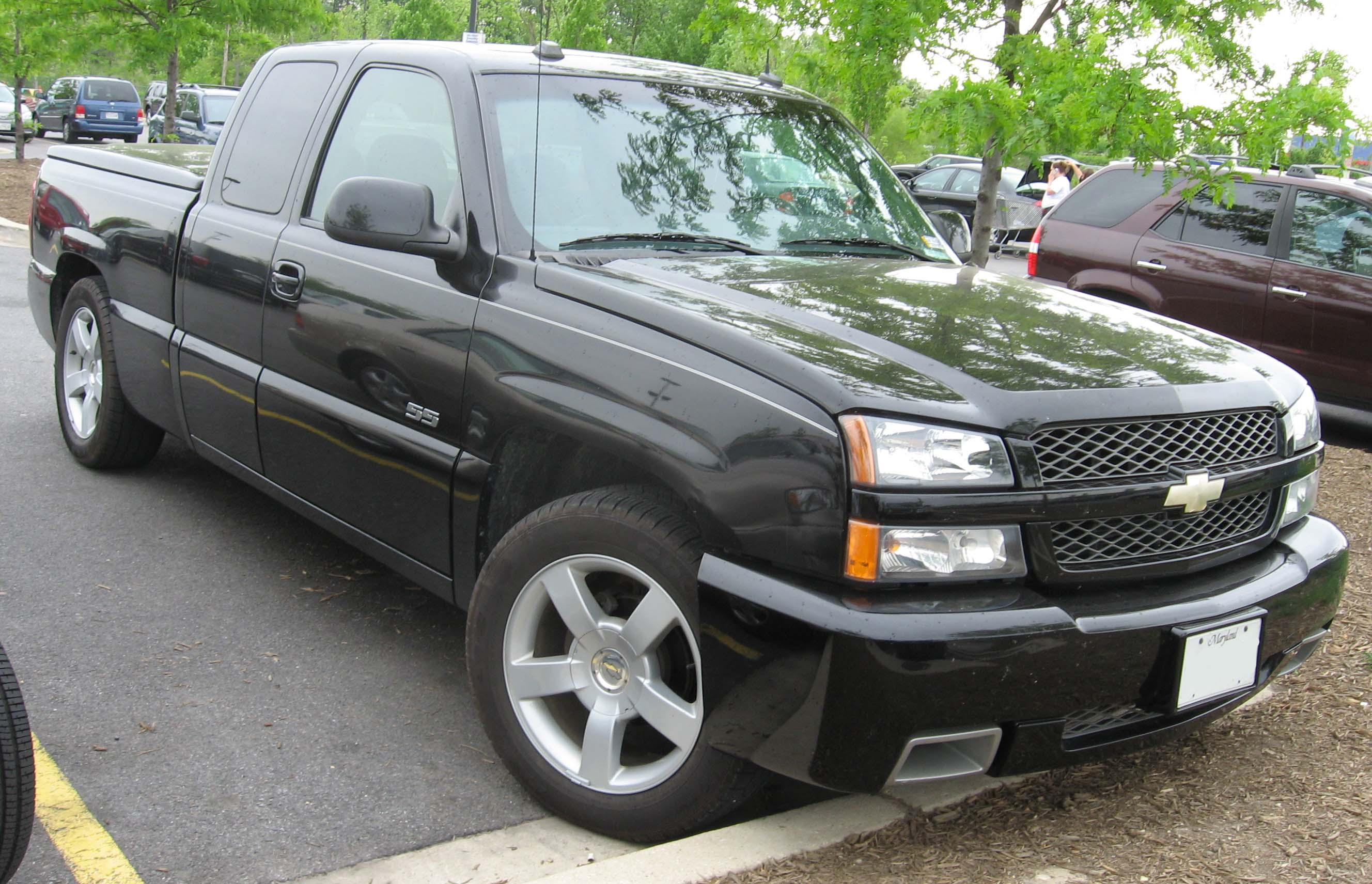
Silverado SS